# آرکان
آرکان (با نام اصلی ژلیکو راژناتویچ) (سیریلیک صربی: Жељко Ражнатовић؛ ۱۷ آوریل ۱۹۵۲ – ۱۵ ژانویهٔ ۲۰۰۰) یک سیاست‌مدار و نظامی اهل صربستان و فرمانده گروه شبه‌نظامی گارد داوطلب صرب در جریان جنگ‌های یوگسلاو بود.وی در دهه ۷۰ و ۸۰ میلادی به جرم دزدی و قتل در برخی کشورهای اروپایی، یکی از مهم‌ترین افراد تحت‌تعقیب اینترپل بود.
وی در سال ۱۹۹۰ گروه شبه‌نظامی گارد داوطلب صرب را تشکیل داد.این گروه به فرماندهی او در جریان جنگ‌های یوگسلاو در کرواسی و بوسنی و هرزگوین می‌جنگید.
وی توسط دادگاه بین‌المللی کیفری یوگسلاوی سابق متهم به جنایت علیه بشریت، نقض آشکار کنوانسیون ژنو و نقض قوانین و آداب جنگ شد اما پیش از آن که دادگاهش تشکیل شود در ۱۵ ژانویه ۲۰۰۰ در هتل کراون پلازا بلگراد ترور شد.